# Bőrsárga fülesgomba
A bőrsárga fülesgomba (Otidea alutacea) a Pyronemataceae családba tartozó, Európában és Észak-Amerikában elterjedt, nem ehető gombafaj.

## Megjelenése
A bőrsárga fülesgomba termőteste 2-6 cm magas, 2-4 cm széles; alakja nem annyira fülre, mint pohárra hasonlít; kissé tölcséres, körben nem záródik össze, oldalán bevágott. A csésze alatt rövidke tönk található, amely többnyire nem látszik. Gyakran előfordul, hogy több gomba tekervényesen összenő. Húsa törékeny, sárgás, viszonylag vastag. Szaga és íze nem jellegzetes. 
Belső és külső oldala nedves állapotban hasonló színű: bőrsárga, halványbarna, okkeres. Szárazon külső oldala világosabb, akár csaknem piszkosfehéres.
Spórái elliptikusak, simák, két olajcseppel rendelkeznek, méretük 14-15,5 x 7-8 µm.

### Hasonló fajok
A sötétebb barna fülesgombával (O. bufonia) vagy a nagyobb spórájú csiga-fülesgombával (O. cochieata) lehet összetéveszteni. 

## Elterjedése és termőhelye
Európában és Észak-Amerika nyugati részén honos. Magyarországon nem gyakori.
Lombos és vegyes erdőkben található meg, Európában jellemzően keményfák (pl. tölgy) alatt, gyakran csoportosan. Amerikai változata inkább a fenyőket preferálja. A meszes talajt kedveli, homokos talajon is előfordul. Augusztustól októberig terem.
Nem mérgező, de jelentéktelen mérete és ritkasága miatt gyűjtése nem javasolt. 

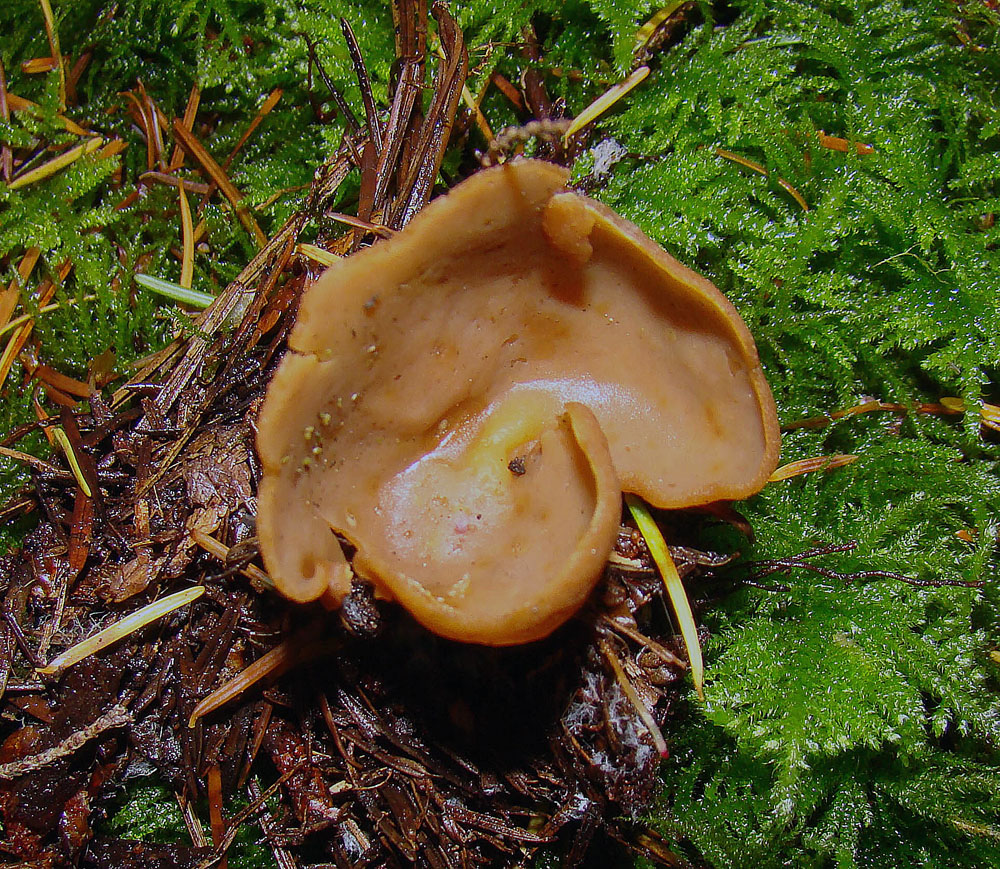
Bőrsárga fülesgomba
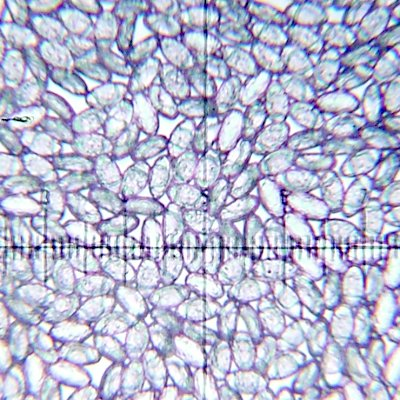
Spórái
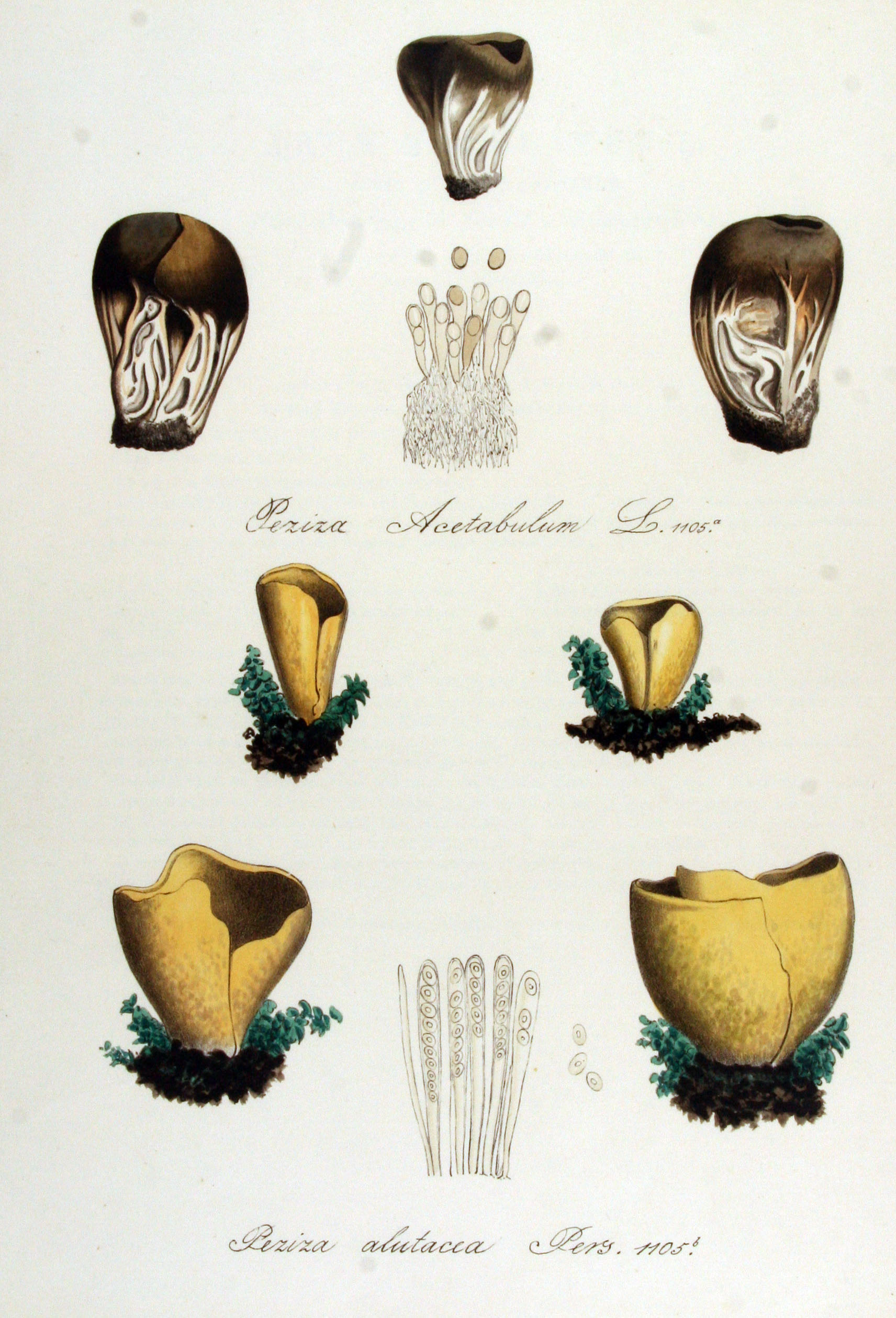
Ábrázolása egy holland botanikakönyvben (1872)
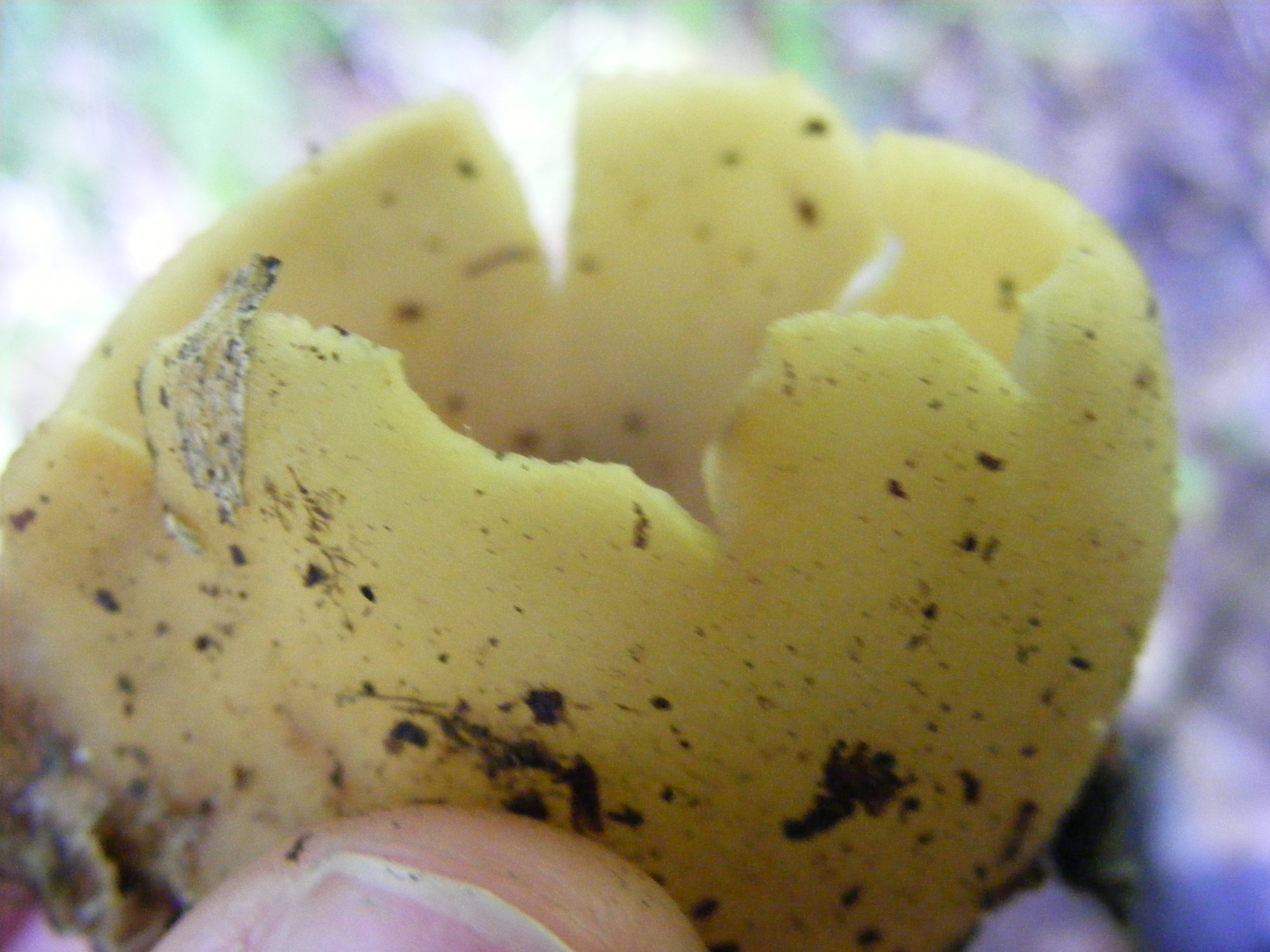
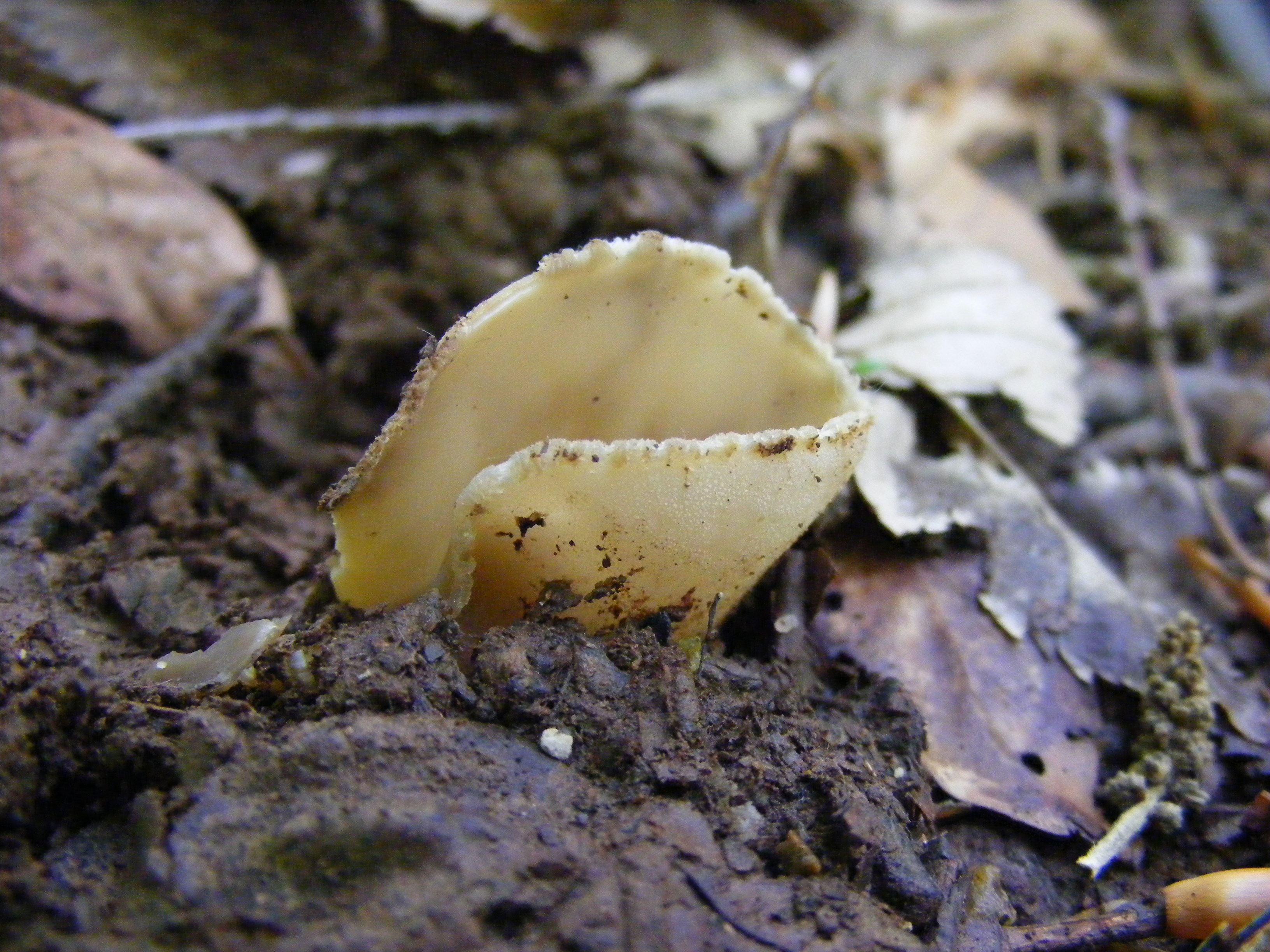
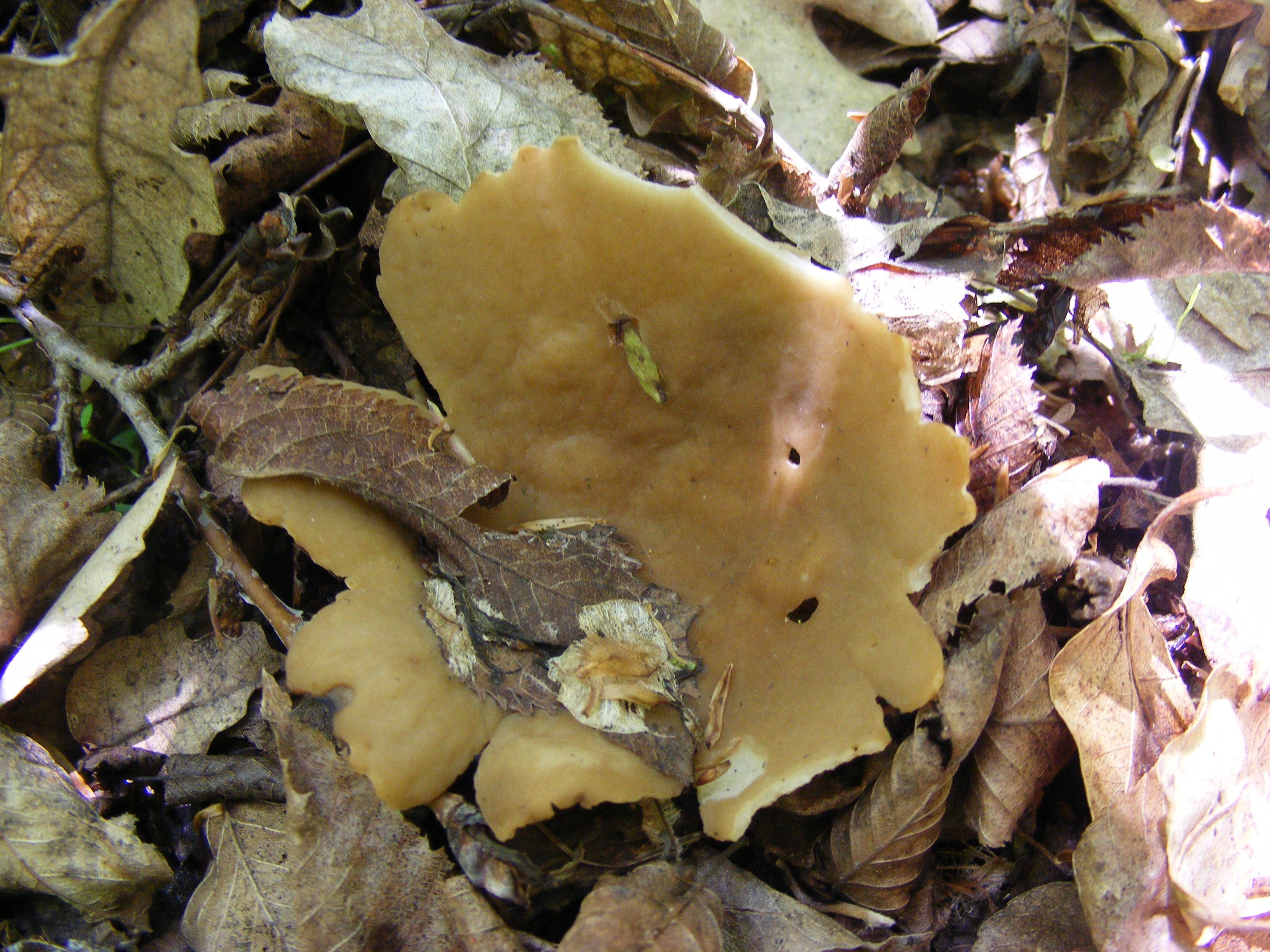
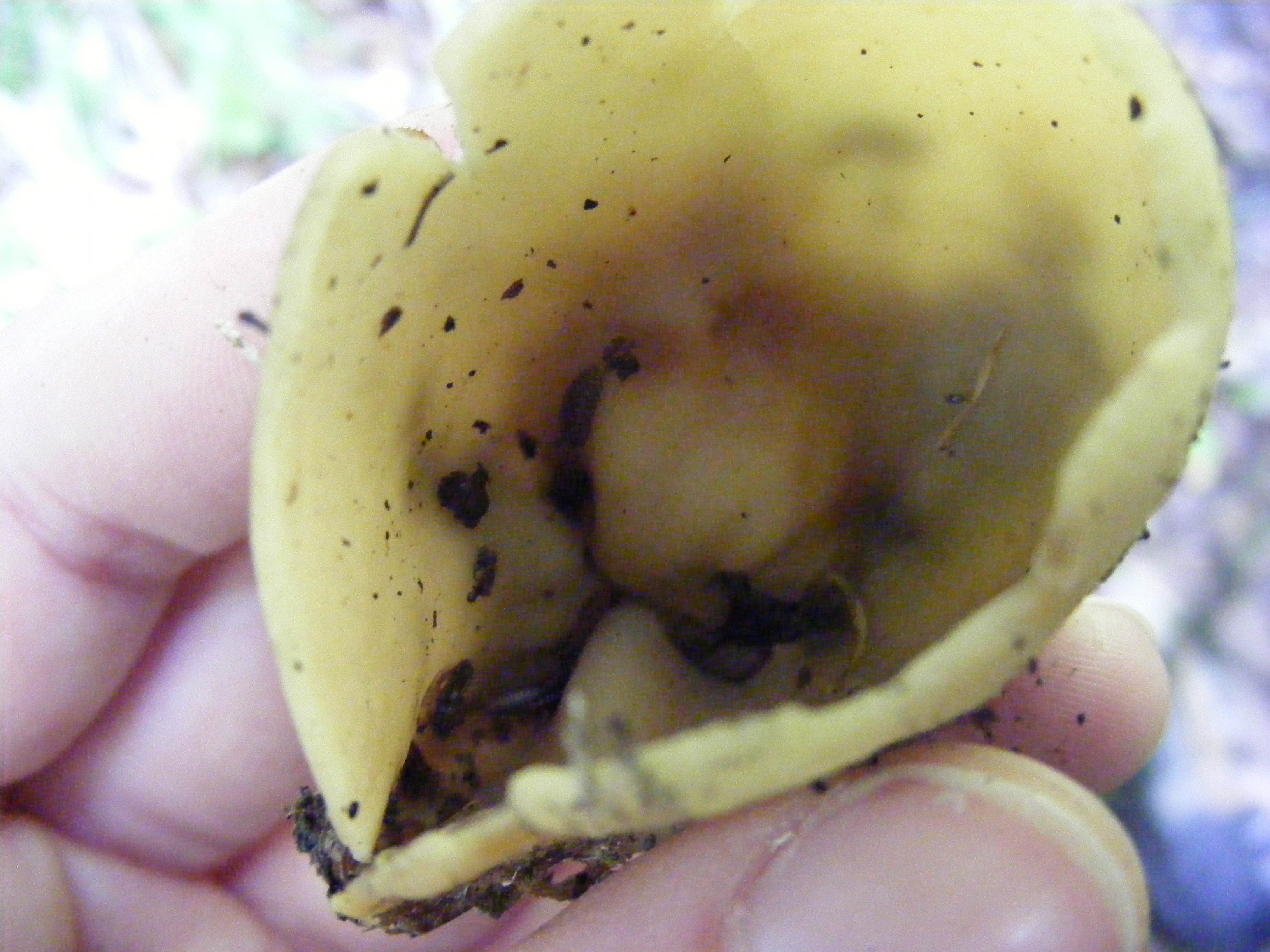
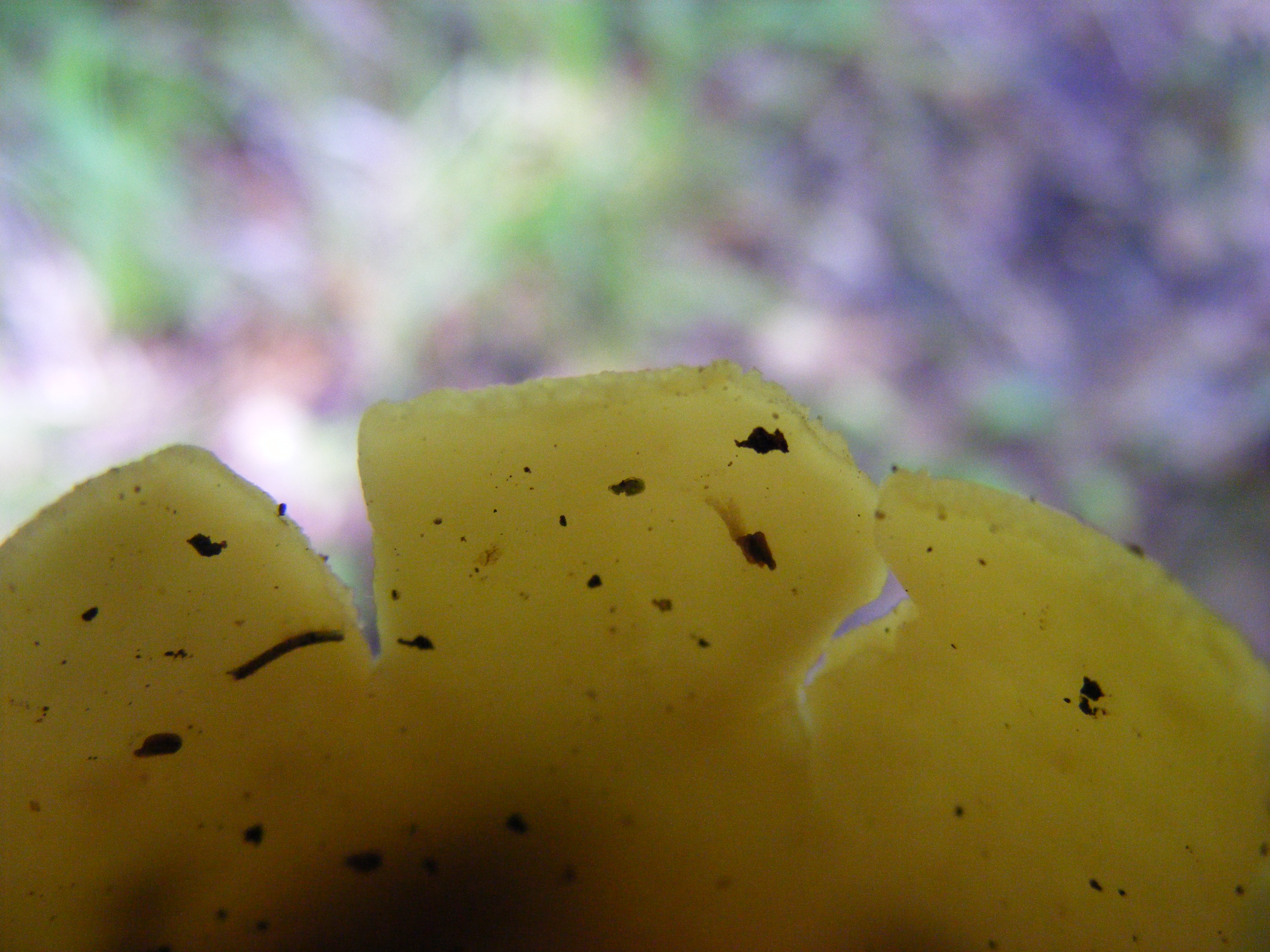
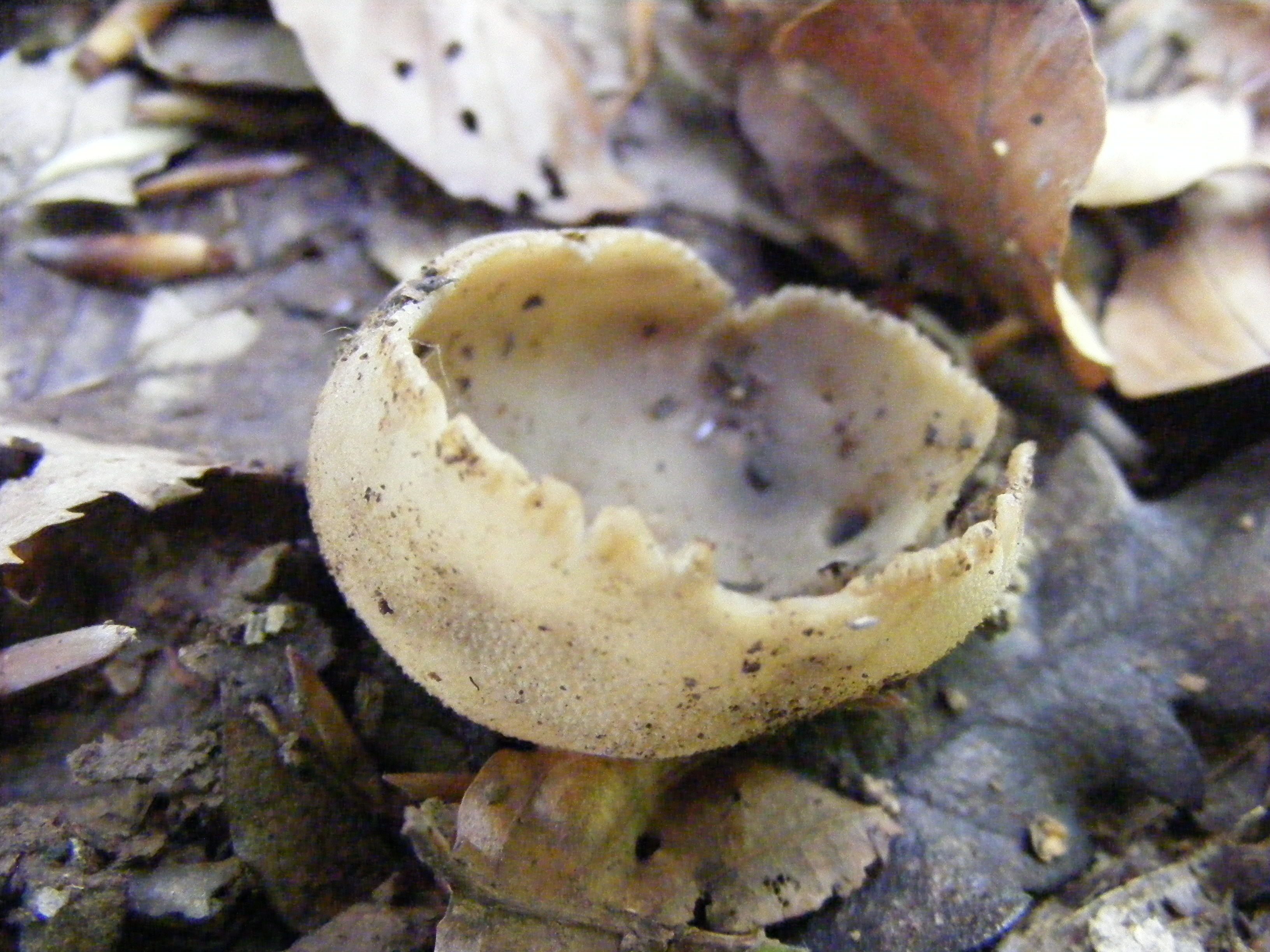
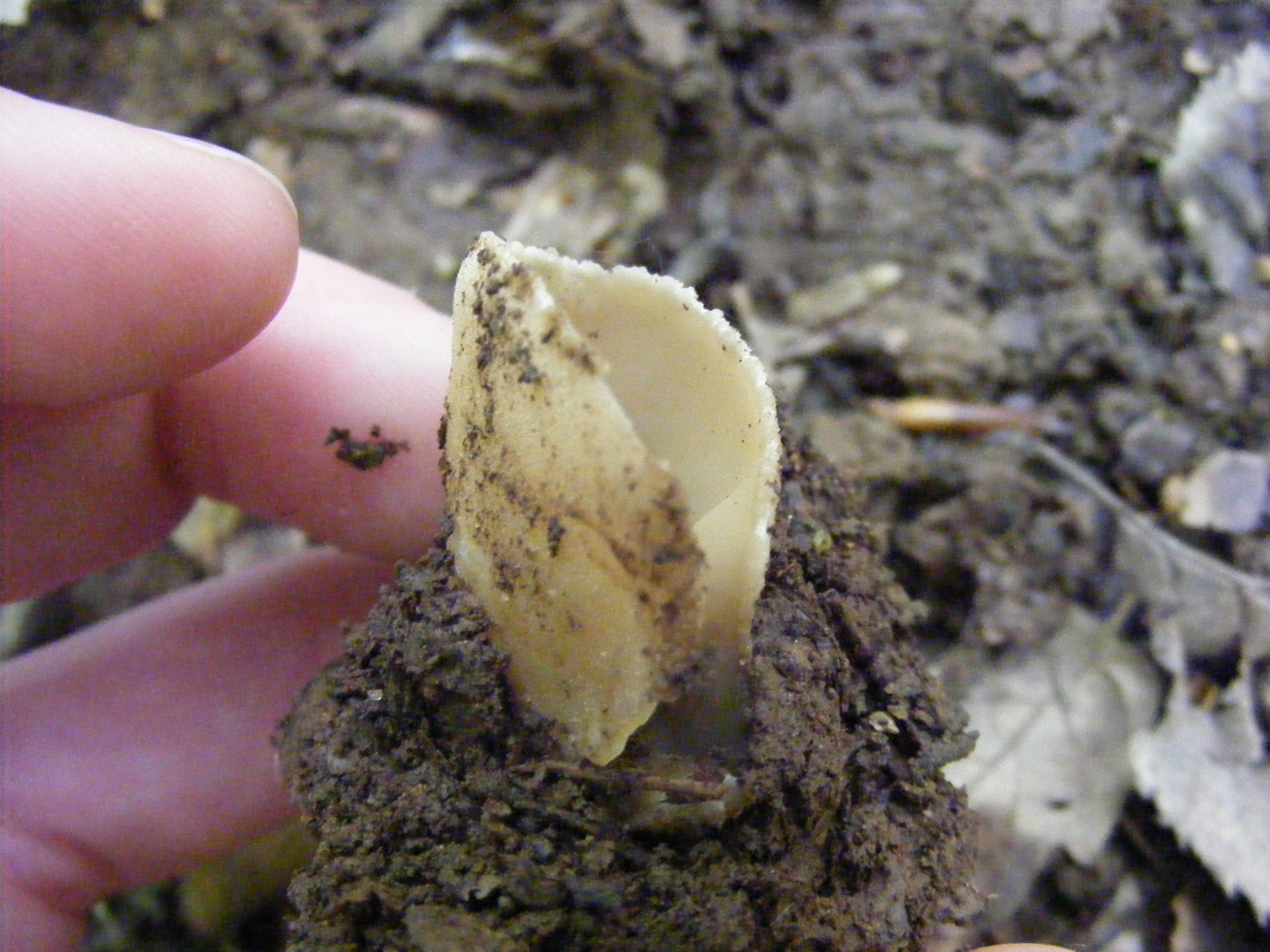
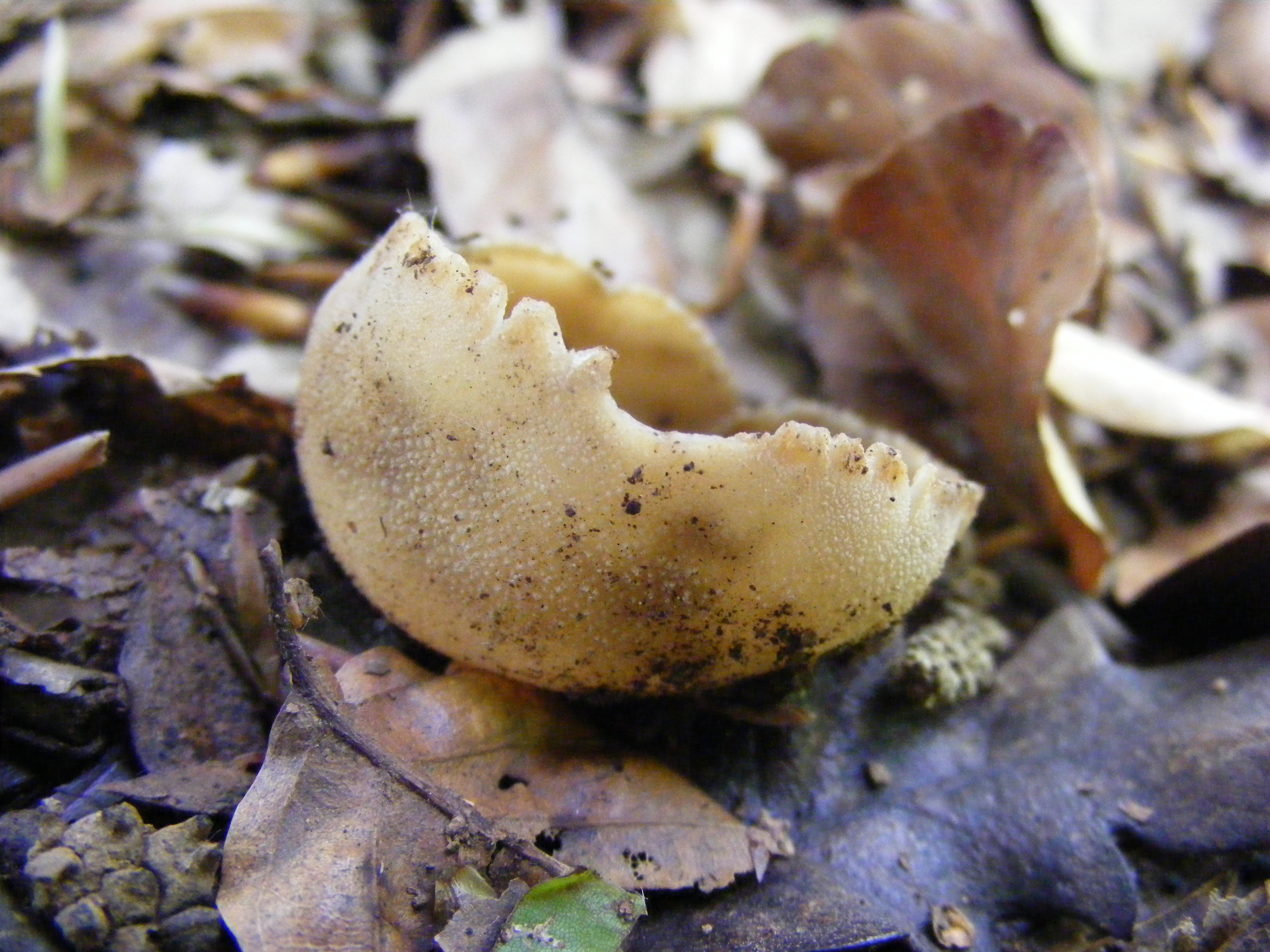
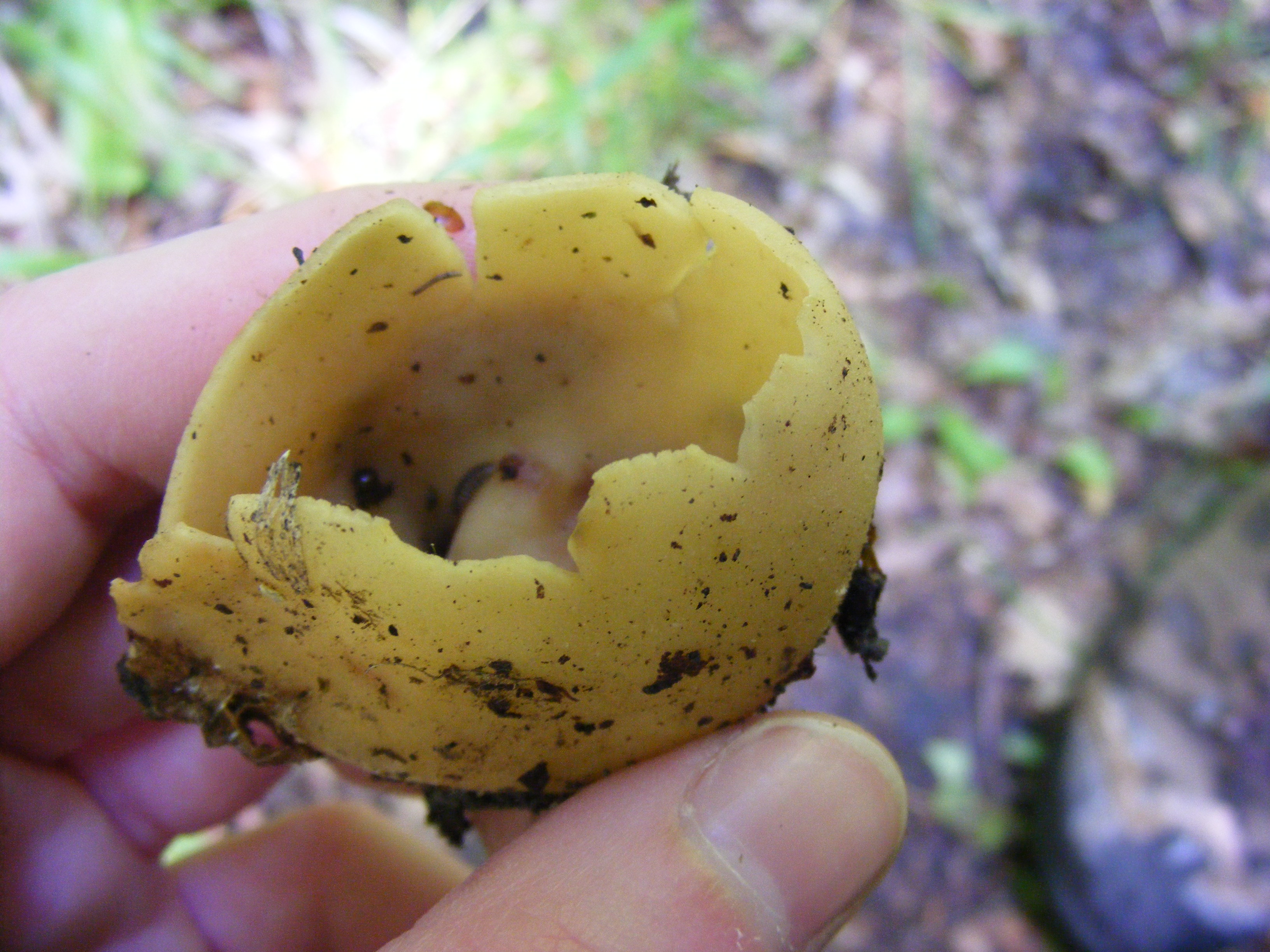